# Nezihe Araz
Fatma Nezihe Araz (11 de mayo de 1920 – 25 de julio de 2009) fue una escritora, guionista, dramaturga y periodista turca. Además de su superventas de 1959 sobre los santos de Anatolia, escribió varios guiones para televisión y teatro, así como tres libros sobre Atatürk.

## Primeros años
Araz nació el 11 de mayo de 1920 en Konya. Pertenecía a la eminente familia Bulgurzade, renombrada Araz después de la promulgación de la denominada Ley de Apellido. Su padre, Rıfat Araz, fue un agente en Ziraat Bankası y director del banco en Konya durante la época de su nacimiento; más tarde llegó a ser miembro del Parlamento por el Partido Republicano del Pueblo. El nombre de su madre era Müzeyye y fue la segunda esposa de su padre. Su enseñanza secundaria la terminó en Ankara en 1941, y luego ingresó a cursar estudios superiores al Departamento de Psicología y Filosofía en la Facultad de Lengua, Historia y Geografía de la Universidad de Ankara.
En la universidad, se vio fuertemente influenciada por dos de sus docentes: Muzaffer Şerif Başoğlu que la introdujo al universo de la psicología, y Behice Boran. Fue una ferviente seguidora de su revista Yurt ve Dünya y más tarde, cuándo empezaron publicar la revista Aımlar (alineada con el Partido Comunista de Turquía), se convirtió en voluntaria .

## Carrera
Después de gradarse, Araz se volvió ayudante de Boran. Sin embargo, cuando Boran fue expulsada de la universidad en 1948, Araz dejó su trabajo y retornó con su familia a Estambul, que trataron de alejarla de los cícrulos izquierdistas. La familia de Araz siempre había sido religiosa y su padre ya era seguidor de la orden al mando de Kenan Rıfai. Alrededor de 1948, Nezihe también se volvió simpatizante de esta orden sufi y abandonó sus planes para estudiar en la Universidad de Estambul. En 1950, publicó su primer libro, Benim Dünyam, una colección de poemas; en 1951, después de la muerte de Rıfai, participó como coautora del libro Ken'un Rifai ve Yirminci Asrın yoşığında Müslümanlık con Samiha Ayverdi, Safiye Erol y Sofi Huri.
En 1952, empieza su carrera como periodista en la revista Resimli Hayat, propiedad de Şevket Rado. Más tarde, continuó trabajando con el mismo equipo en la revista Hayat. En 1953, publicó el libro Fatih'en Deruni Tarihi, un trabajo biográfico sobre Mehmed II. En 1956, Araz colaboró con el diario Havadis, propiedad de Bahadır Dülger.
Fue enviada a la Meca para escribir una serie de reportes para el periódico. Una de las fotos publicadas fue la de un árabe orinando cercano a una pared, lo que fue reportado como un ultraje a la visita del rey de Irak, Faisal II, por lo que Araz fue despedida del diario.
Entre 1957 y 1963, trabajó en Yeni Sabah. En 1959, publicó su libro Anadolu Evliyaları, otro trabajo de crónicas religiosas sobre la vida de 50 santos, logrando un gran éxito comercial, rompiendo récords de ventas. Publicó más libros religiosos en la década de 1950 y 1960, y trabajó además como columnista en Yeni İstanbul, Milliyety Günes.
En 1973, Araz comenzó a escribir guiones para televisión que fueron actuados por el dúo conformado por Yıldız Kenter y Şükran Güngör. Las obras eran dramas que abordaban en sus temáticas los límites que la sociedad colocaba a las mujeres, sus roles de género, las disputas maritales y los vacíos generacionales. Los diálogos emocionales se equilibraban con diálogos cómicos. Su primera obra de larga duración, Bozkır Güzellemesi, fue escenificada en varios teatros estatales de Turquía durante 1974 y 1975, así como sus obras posteriores Öyle bir Nevcican (1979), Alaca Karanlık (1981), İmparatorun İki Oğlu (1983), Ballar Balını Buldum, Savaş Yorgunu Kadınlar. En 1987, escribió Afife Jale sobre la vida de la primera actriz turca, Afife Jale por el que ganó el Premio al mejor guion del Ministerio de Cultura turco. Ganó además el Premio de Teatro Afife y el Premio de Teatro Avni Dilligil por su trabajo.
Después de 1984, preparó un espectáculo para mujeres en TRT llamado Hanımlar Sizin İçin, el cual escribió y presentó. Escribió el guion para la película de 1983 İhtiras Fırtınası.
En 1993, publicó Mustafa Kemal'le 1000 Gün, donde retrata la relación entre Mustafa Kemal Atatürk y Latife Uşşaki. Desde entonces escribió más libros sobre Atatürk, publicando Mustafa Kemal'en Ankara esı en 1994, Mustafa Kemal'en Devlet Paşcuandoı y Bir Zamanlar O da Çocuktu: Anuncioı Mustafa.
En 2003, fue galardonada con el Premio Burhan Felek por su trabajo en periodismo.

## Legado
En 2012, se estrenó un documental sobre Araz titulado Beyond Words que dirigió Jeyda Elsasser.

## Vida personal
Araz vivió en un asilo de ancianos durante sus últimos años. Adolecía de la enfermedad de Alzheimer, rechazando ver a cualquiera y, según se rumorea, había perdido mucho peso. Araz murió en 2009.